# Catasetum spitzii
Catasetum spitzii är en orkidéart som beskrevs av Frederico Carlos Hoehne. Catasetum spitzii ingår i släktet Catasetum och familjen orkidéer. Inga underarter finns listade i Catalogue of Life.